# Javier Noriega
Javier Noriega (Toledo, 23 luglio 1980) è un nuotatore spagnolo.
Specializzato nello stile libero e nella farfalla ha partecipato alle Olimpiadi di Atene 2004.

## Palmarès
- Giochi del Mediterraneo

Almerìa 2005: argento nella 4x100m sl.